# Centroscyllium ritteri
Centroscyllium ritteri är en hajart som beskrevs av Jordan och Fowler 1903. Centroscyllium ritteri ingår i släktet Centroscyllium och familjen lanternhajar. IUCN kategoriserar arten globalt som otillräckligt studerad. Inga underarter finns listade i Catalogue of Life.